# Thần kinh cơ bì
Thần kinh cơ bì (tiếng Anh: Musculocutaneous nerve; tiếng Pháp: Le nerf musculocutané) xuất phát từ bó ngoài đám rối thần kinh cánh tay. Thần kinh này nhận các sợi từ C5, C6 và C7.

## Nguyên ủy
Thần kinh cơ bì tách ra từ bó ngoài đám rối thần kinh cánh tay. là nhánh tận đầu tiên của bó ngoài, bé hơn và ở phía ngoài rễ ngoài thần kinh giữa.

## Đường đi và liên quan

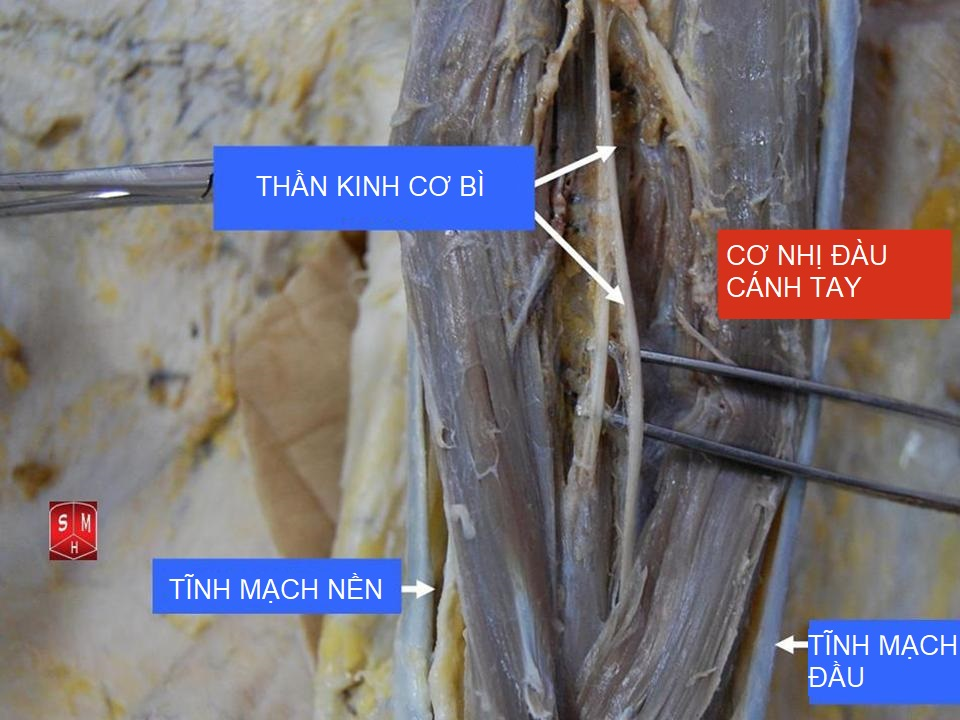
Phẫu tích nông trên thi thể

Từ nguyên ủy, thần kinh chạy chếch xuống dưới và ra ngoài, xuyên qua cơ quạ cánh tay, rồi chạy giữa cơ nhị đầu cánh tay (ở trước) và cơ cánh tay (ở sau). Thần kinh tới rãnh nhị đầu ngoài, chọc qua mạc cánh tay để ra nông, chia thành 2 ngành cùng đi xuống cẳng tay.

## Phân nhánh và chi phối

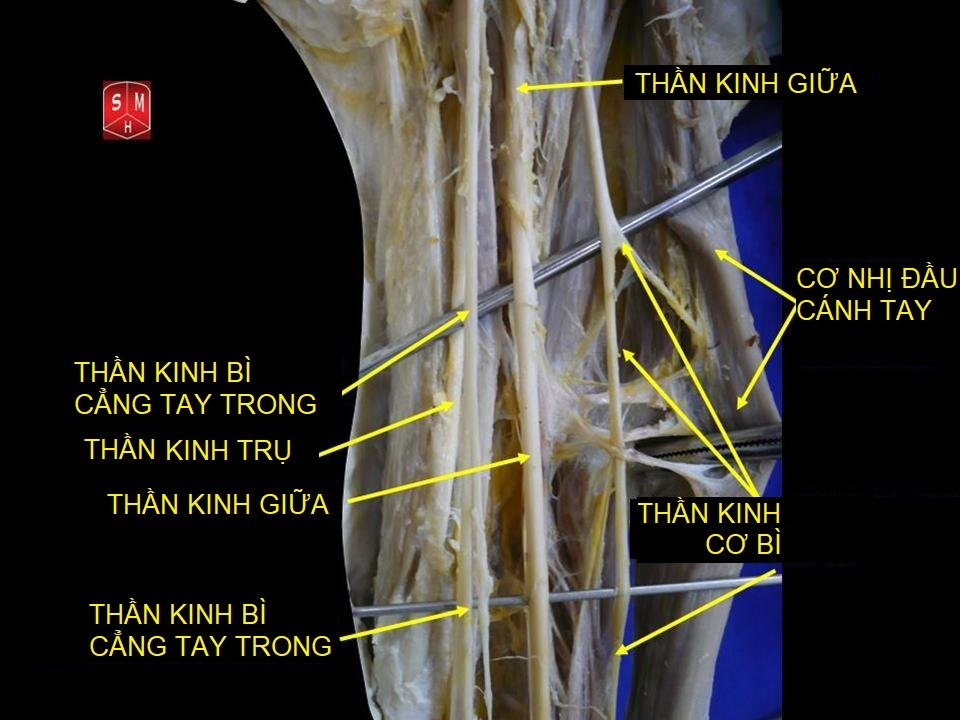
Phẫu tích sâu

Ở vùng nách và cánh tay trước, thần kinh cơ bì tách ra các nhánh cơ để vận động cho cơ quạ cánh tay, cơ cánh tay và cơ nhị đầu cánh tay.
Từ rãnh nhị đầu ngoài, ngành tận tiếp tục đi xuống cẳng tay để tạo nên thần kinh bì cẳng tay ngoài (ở vị trí 2 cm trên khuỷu tay), tách ra hai nhánh trước, sau cảm giác da ở nửa trước-ngoài và sau-ngoài cẳng tay.

### Biến thể
Thần kinh cơ bì hay gặp nhiều biến thể và có liên quan đến thần kinh giữa.
1. Thay vì chọc qua cơ cánh tay, nó chỉ đi dưới cơ nhị đầu cánh tay.
2. Một số sợi của thần kinh giữa chạy một đoạn cùng với thần kinh cơ bì, sau đó mới rời thần kinh cơ bì để hòa vào đúng dây thần kinh giữa. Trường hợp ngược laị rất hiếm gặp hơn: thần kinh giữa hòa một nhánh của mình vào thần kinh cơ bì.[3]
3. Thay vì chọc qua cơ cánh tay, một số trường hợp thần kinh đi dưới  cơ cánh tay hoặc chọc qua cơ nhị đầu cánh tay.
4. Nhiều trường hợp thần kinh cho một số sợi đến cơ sấp tròn, chi phối cảm giác da phần mu ngón cái khi nhánh nông của thần kinh quay không tồn tại.

## Tổn thương thần kinh
Tổn thương thần kinh cơ bì diễn ra theo 3 cơ chế: Tổn thương nhỏ tích tụ lại, tổn thương gián tiếp và tổn thương trực tiếp. Các cơ quạ cánh tay, cơ cánh tay và cơ nhị đầu cánh tay khi bị hoạt động quá mức thường xuyên sẽ làm giãn hoặc đè nén thần kinh cơ bì. Bệnh nhân sẽ thấy đau, ngứa hoặc giảm cảm giác ở vùng ngoài cẳng tay. Các triệu chứng này có thể nhận biết bằng cách nhấn vào vùng dưới chỗ mỏm quạ (dấu hiệu Tinel dương tính). Cơn đau cũng phát sinh khi gấp tay có lực cản. Các chẩn đoán khác cũng dựa trên nguồn gốc của thần kinh cơ bì: bệnh lý rễ tủy đốt cổ VI (C6 radiculopathy) (đau khi cử động cổ), chấn thương gân đầu dài cơ nhị đầy cánh tay (mất vận động hoặc mất cảm giác), đau ở rãnh gian củ (giảm đau bằng cách tiên vào khớp vai). Điện cơ đồ cho thấy một tổn thương vùng cơ nhị đầy và cơ cánh tay: chỗ điểm Erb, tốc độ dẫn truyền xung vận động và cảm giác chậm xuống.
Ở tổn thương gián tiếp, giạng vai quá mạnh gây căng và làm tổn thương thần kinh cơ bì, kèm theo các dấu hiệu như đau, mất cảm giác, ngứa ở vùng trước-ngoài cánh tay, vùng ngoài cẳng tay, khả năng gấp khuỷu tay kém đi. Dấu hiệu Tinel dương tính. Hướng chẩn đoán khác là rễ C5, C6 của đám rối cánh tay tổn thương: bệnh nhân không thể thực hiện động tác giạng, xoay ngoài và gấp khuỷu. Mặt khác, vỡ cơ nhị đầu cánh tay khiến khuỷu tay không gấp được nhưng lại không mất cảm giác. Điện cơ đồ cho kết quả âm tính.
Ở tổn thương trực tiếp, gãy xương cánh tay, kính găm vào tay, đạn bắn vào,... gây tổn thương thần kinh cơ bì.
Thủ thuật tiêm thuốc hủy thần kinh (neurolysis) và cấy ghép thần kinh (nerve grafting) có thể lựa chọn để chữa tổn thương thần kinh.